# Stephanie Soares
Stephanie Soares, née le 17 avril 2000 à São Paulo, est une joueuse professionnelle brésilienne de basket-ball évoluant au poste d'ailier.

## Biographie

### Carrière junior
Stephanie Soares a d'abord jouer pour The Master's University à Santa Clarita en Californie de 2018 à 2022.
Au cours de la saison 2018-2019, elle a mené la NAIA en rebonds (470), en tirs contrés (173) et en doubles de 29. Elle a établi des records de rebonds, de moyenne de rebond et de tirs contrés durant une saison. Après la saison, elle a été nommée joueuse de l’année de la Golden State Athletic Conference (GSAC) et joueuse défensive de l’année du GSAC.
Au cours de la saison 2019-2020, elle a marqué en moyenne 20,7 points et 13,6 rebonds, et a mené le championnat en rebonds (423), rebonds défensifs (326), tirs bloqués (151) et doubles (24). Après la saison, elle a été nommée joueuse de l’année du GSAC et joueuse défensive de l’année du GSAC pour la deuxième année consécutive. Elle a également été nommée dans l’équipe WBCA NAIA All-America et nommée joueuse de l’année WBCA NAIA. Elle est devenue la première joueuse de l’histoire de TMU à être nommée joueuse de l’année de l’AIAN.
Elle a raté la saison 2020-2021 après avoir subi une intervention chirurgicale pour réparer les déchirures du ligament croisé antérieur (LCA) et du ligament collatéral médian (LCM).
Au cours de la saison 2021-2022, elle a connu une moyenne de 20,5 points et 12,7 rebonds, et elle a contribué à établir le record de 32-4 pour l’Université de maîtrise et les quarts de finale nationaux de l’AIAN. Après la saison, elle a été nommée joueuse de l’année de l’AINA. Elle a également été nommée membre de l’équipe WBCA NAIA All-America et a été nommée joueuse de l’année de la WBCA NAIA pour la deuxième fois de sa carrière,.
Le 19 avril 2022, Soares annonce qu’elle est transférée à l’Université d'État de l'Iowa. Au cours de la saison 2022-2023, elle a débuté les 13 matchs qu’elle a disputés avec les Cyclones d'Iowa State avant de se blesser au ligament acromial à Oklahoma City le 8 janvier 2023,. Elle a enregistré huit doubles-doubles et une moyenne de 15,4 points et 10,8 rebonds par match.

### Carrière professionnelle

#### En WNBA
Stephanie Soares est sélectionnée en 4e position lors de la draft WNBA 2023 par les Mystics de Washington. Elle est immédiatement envoyée aux Wings de Dallas en échange d'un deuxième tour de draft 2024 et d'un premier tour de draft 2025 venant du Dream d'Atlanta. Elle manque l'intégralité de la saison WNBA 2023 afin de se remettre totalement de son opération des ligaments.
Le 6 février 2024, elle s'engage avec les Wings de Dallas. Elle dispute son premier match le 16 mai 2024 lors de l'entame de la saison WNBA 2024 face au Sky de Chicago en jouant 8 minutes pour 4 points et 3 rebonds. Trois jours plus tard, toujours face au Sky, elle n'inscrit aucun point mais prend 9 rebonds, son record en carrière. Elle égalise son record en carrière le 6 juin 2024 face aux Aces de Las Vegas en inscrivant 4 points. Pour sa saison rookie, elle dispute 22 matchs pour des moyennes par match de 1,1 point et 2,1 rebonds en 8 minutes de jeu en moyenne.

#### En Europe
Le 13 août 2024, elle s'engage dans le championnat polonais avec l'AZS AJP Gorzów Wielkopolski pour la saison 2024-2025.

### En équipe nationale
Stephanie Soares est internationale brésilienne.
Elle finit deuxième du championnat d'Amérique du Sud féminin de basket-ball en 2018 avec le Brésil et le remporte en 2022.
Elle dispute avec le Brésil les Jeux panaméricains de 2019. Pendant le tournoi, elle a connu une moyenne de 5,6 points et 2,4 rebonds en cinq matchs. Elle a joué en moyenne de 16 minutes par match avec sept contres et a remporté une médaille d’or,.

## Palmarès et Distinctions

### Palmarès
- Deuxième du  championnat d'Amérique du Sud féminin de basket-ball de 2018.
- Vainqueur des Jeux panaméricains de 2019.
- Vainqueur du  championnat d'Amérique du Sud féminin de basket-ball de 2022.

### Distinctions personnelles
- 2x NAIA Division 1 Player of the Year (2020, 2022)
- 2x WBCA NAIA Player of the Year (2020, 2022)
- 3x First Team NAIA All-American (2019, 2020, 2022)
- 3x WBCA NAIA All-American (2019, 2020, 2022)
- 3x GSAC Player of the Year (2019, 2020, 2022)
- 3x GSAC Defensive Player of the Year (2019, 2020, 2022)
- 3x All-GSAC Selection (2019, 2020, 2022)
- NAIA National Championship All-Tournament Team (2022)
- NAIA Division 1 Player of the Week (Dec. 10, 2019)

## Statistiques

### En universitaire
| Gras/Meilleures performances | , |

| Saison                    | Équipe                    | MJ             | M5             | Min            | %T             | %3             | %LF            | Rb             | PD             | Int            | Ctr            | BP             | F   | Pts  |
| ------------------------- | ------------------------- | -------------- | -------------- | -------------- | -------------- | -------------- | -------------- | -------------- | -------------- | -------------- | -------------- | -------------- | --- | ---- |
| 2018-2019                 | The Master's University   | 35             | 34             | 29,8           | 57,2           | 0              | 62,8           | 13,4           | 1,3            | 1,4            | 4,9            | 2,3            | 1,9 | 16,2 |
| 2019-2020                 | The Master's University   | 31             | 31             | 29.5           | 61,5           | 34,7           | 75,5           | 13,6           | 2,1            | 1,3            | 4,9            | 3,6            | 2,2 | 20,7 |
| 2020-2021                 | The Master's University   | DNP (blessure) | DNP (blessure) | DNP (blessure) | DNP (blessure) | DNP (blessure) | DNP (blessure) | DNP (blessure) | DNP (blessure) | DNP (blessure) | DNP (blessure) | DNP (blessure) |     |      |
| 2021-2022                 | The Master's University   | 34             | 33             | 30,1           | 58,4           | 22,8           | 78,9           | 12,2           | 2,2            | 1,9            | 3,7            | 3,5            | 1,9 | 20,5 |
| 2022-2023                 | Cyclones d'Iowa State     | 13             | 13             | 22,6           | 54,4           | 30,6           | 66,7           | 9,9            | 1,4            | 1,1            | 3,0            | 2,8            | 2,2 | 14,4 |
| Total : moyenne par match | Total : moyenne par match |                |                | 28,0           | 57,9           | 22,0           | 71,0           | 12,3           | 1,8            | 1,4            | 4,1            | 3,1            | 2,0 | 18,0 |
| Totaux                    | Totaux                    | 113            | 111            | 3278           | 846            | 46             | 353            | 1437           | 205            | 169            | 489            | 346            | 231 | 2091 |

### En WNBA
| Gras/Meilleures performances | [ 22 ] |

| Saison                    | Équipe                    | MJ | M5 | Min | %T   | %3   | %LF | Rb  | PD  | Int | Ctr | BP  | F   | Pts |
| ------------------------- | ------------------------- | -- | -- | --- | ---- | ---- | --- | --- | --- | --- | --- | --- | --- | --- |
| 2024                      | Wings de Dallas           | 22 | 3  | 8,0 | 29,4 | 16,7 | 100 | 2,1 | 0,5 | 0,1 | 0,4 | 0,5 | 0,8 | 1,1 |
| Total : moyenne par match | Total : moyenne par match |    |    | 8,0 | 29,4 | 16,7 | 100 | 2,1 | 0,5 | 0,1 | 0,4 | 0,5 | 0,8 | 1,1 |
| Totaux                    | Totaux                    | 22 | 3  | 175 | 34   | 12   | 2   | 47  | 10  | 2   | 8   | 12  | 18  | 24  |